# Liste der Monuments historiques in Millemont
Die Liste der Monuments historiques in Millemont führt die Monuments historiques in der französischen Gemeinde Millemont auf.

## Liste der Bauwerke
| Bezeichnung | Beschreibung | Standort | Kennzeichnung | Schutzstatus   | Datum     | Bild |
| ----------- | ------------ | -------- | ------------- | -------------- | --------- | ---- |
| Schloss     |              | (Lage)   | PA00087543    | Inscrit Classé | 1947 1965 |      |

## Liste der Objekte
- Monuments historiques (Objekte) in Millemont in der Base Palissy des französischen Kultusministeriums